# Martutene
Martutene is een van de 17 districten van de Spaanse stad San Sebastian. In het noorden grenst het aan de districten Loiola en Altza, in het oosten aan de gemeente Astigarraga, in het uiterste zuiden aan de gemeente Hernani en in het oosten aan Miramón-Zorroaga. In 2020 had het district 2.712 inwoners. De rivier de Urumea stroomt door dit district.
De wijk en het district ontlenen hun naam aan de boerderij die op de linkeroever naast de brug over de rivier de Urumea stond, en waarvan in 1841 de eerste geschreven sporen zijn. In 1906 wordt begonnen met de bouw van een aantal herenhuizen in de buurt van de boerderij, tevens op de linkeroever.
In 1948 wordt op de grens van Martutene en het district Loiola een gevangenis geopend. In het district Martutene is er dan al wat meer bebouwing en kleine industrie, wat het adellijke karakter van de wijk vermindert. Anno 2020 is het een gemengde omgeving, met woonblokken en kleine industrie, maar ook boerderijen en ciderieën. Dit zal veranderen door een aantal grote infrastructuur- en woningbouwprojecten die gepland staan voor dit gebied.
Aiete · Altza · Amara Berri · Antiguo · Ategorrieta-Ulia · Añorga · Centro · Egia · Gros · Ibaeta · Igeldo · Intxaurrondo · Loiola · Martutene · Miracruz-Bidebieta · Miramon-Zorroaga · Zubieta